# Hauptstraße 13 (Greuth)

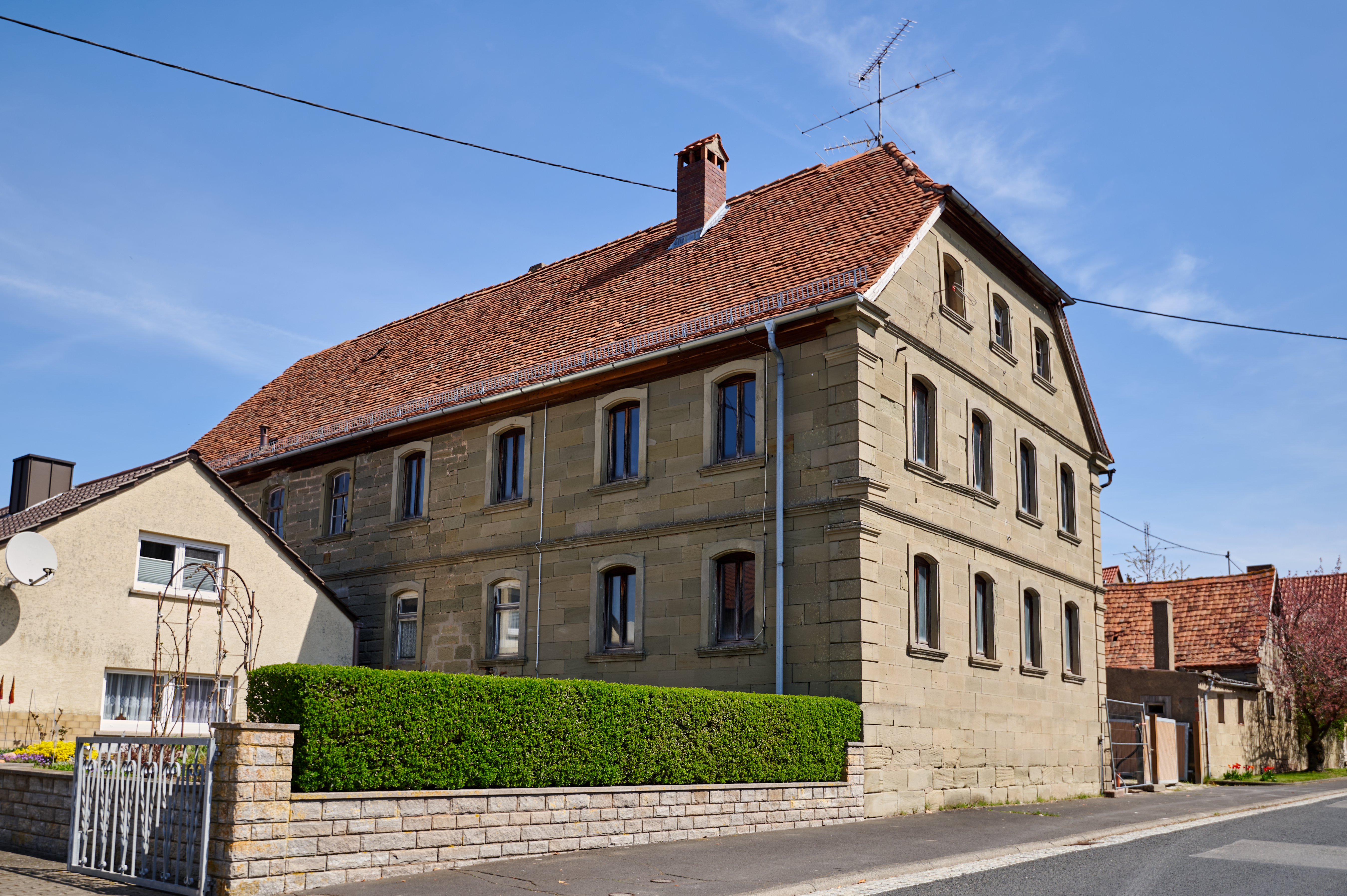
Haus Hauptstraße 13

Das Haus Hauptstraße 13 (früher Hausnummer 3) ist ein denkmalgeschütztes Gebäude im Casteller Gemeindeteil Greuth im unterfränkischen Landkreis Kitzingen.

## Geschichte
Erstmals nachweisbar ist das Haus in der heutigen Hauptstraße im Jahr 1803. Es gehörte damals einem gewissen Matthes Kümmelschuh, der es an den Weinhändler Martin Schneider verkaufte. Schneider ließ das gesamte Anwesen neu errichten. Die Scheune entstand 1827, 1862 wurde das Wohnhaus fertiggestellt. Als Weinhändler ist Schneider zwischen 1829 und 1841 nachweisbar. Er übergab das Haus seinem Sohn Friedrich Schneider, der als Ökonom tätig war und zugleich den Posten eines Bürgermeisters von Greuth innehatte. 1890 stieß Schneider das Haus an Johann Christian Heinlein aus Burghaslach ab.
In einer Beschreibung des Anwesens wurde neben dem Wohnhaus auch die unterkellerte Scheune, eine Holzhalle, ein Viehstall, eine Wagenremise, ein Schweinestall, eine Obstdörre, ein Backofen und eine Brennerei auf dem Grundstück ausgemacht. Das sogenannte Kalterhaus, der Standort einer für die Weinbereitung benötigten Kelter, war ebenfalls Teil des Hauses. Heinlein vererbte das Haus an seine Tochter Magdalena und ihrem Mann Martin Mellinger aus Castell. 1947 gelangte es dann an den Neffen Magdalenas, Wolfgang Christgau. Christgau war Landwirt und übergab das Haus schließlich 1998 an seine Schwester Marga Hofmann aus Abtswind. Zeitweise stand das Gebäude in der Folgezeit leer.

## Beschreibung
Das Anwesen in der Hauptstraße 13 präsentiert sich als typischer Dreiseithof des Steigerwaldvorlandes. Als Sitz einer Weinhandlung erbaut, weist vor allem das Wohnhaus repräsentative Ansprüche und eine reiche Fassadengestaltung auf. Es handelt sich um einen zweigeschossigen Sandsteinquaderbau, der mit einem Halbwalmdach abschließt. Es ist mit Eckpilastern ausgestattet und weist außerdem Gesimse auf, welche die Geschosseinteilung auch äußerlich sichtbar machen. Die Fensterrahmungen wurden ebenfalls bearbeitet und wurden leicht profiliert. Die eingeschossigen Nebengebäude wurden ebenfalls aus Sandsteinquadern erbaut.